# Marc Andreessen
Marc Andreessen (né le 9 juillet 1971) est un des membres de l'équipe d'étudiants de l'université de l'Illinois qui a développé, en 1993, Mosaic, le premier navigateur web complet disponible pour les systèmes d'exploitation Mac OS, Windows et UNIX.
Avec les fonds de James H. Clark, le fondateur de SGI (Silicon Graphics), il fondera Netscape, première entreprise entièrement orientée vers Internet.
En 2009, il lance la conception d'un nouveau navigateur nommé RockMelt. Il est également le fondateur de la société Ning, plateforme de réseau social.
En 2019, il a annoncé que son entreprise, Andreessen Horowitz, était sur le point de s'inscrire en tant que conseiller financier.
En octobre 2023, il publie le texte The Techno-Optimist Manifesto, dans lequel il célèbre le progrès technologique comme le fruit de l'ambition et de la réussite humaine. Ce texte suscite de nombreuses réactions et divise le monde de la tech. La revue Harvard Divinity Bulletin, publiée par la Harvard Divinity School de l'université Harvard, considère ce texte comme accélérationniste et nietzschéen, inspiré par la pensée néoréactionnaire de Nick Land.

## Mosaic
Mosaic, le premier navigateur graphique populaire pour le World Wide Web, a été créé par Marc L. Andreessen et Eric J. Bina au Centre national pour les applications des super-ordinateurs (NCSA). Lors de sa mise à disposition du public en 1993, Mosaic donna aux utilisateurs d'Internet un accès facile aux sources d'information multimédia. Les navigateurs web ont transformé l'échange d'information (traduction de l'inscription présente sur la plaque commémorative de l'université de l'Illinois).

## Positionnement politique
En 2024, Marc Andreessen apporte son soutien à Donald Trump pour l'élection présidentielle de 2024. Il explique son soutien au candidat du Parti Républicain par le virage anti-tech, anti-IA, anti-cypto et plus généralement anti-entreprises du Parti Démocrate sous la présidence de Joe Biden. Marc Andreessen affirme par exemple que plusieurs fondateurs de start-ups qu'il finance via son fonds d'investissement a16z ont été débancarisés pour des raisons arbitraires et politiques,.
Après la victoire de Donald Trump à l'élection présidentielle américaine de 2024, Marc Andreessen devient un conseiller informel du Président en travaillant notamment sur les recrutements de candidats pour remplir les postes de la nouvelle administration et de la Maison Blanche,.

## Distinctions
Le 18 mars 2013, Marc Andreessen reçoit le 1er Queen Elizabeth Prize for Engineering conjointement avec Louis Pouzin, Vinton Cerf, Robert Kahn et Tim Berners-Lee. Le prix leur est attribué pour leurs contributions majeures à la création et au développement d'Internet et du World Wide Web.
En août 2013, Marc Andreessen est introduit au temple de la renommée d'Internet, dans la catégorie des innovateurs.

## Publications
- (en) Marc Andreessen, The Pmarca Guide to Startups, 2007 (lire en ligne)
- (en) Marc Andreessen, The Techno-Optimist Manifesto, Andreessen Horowitz, 2023 (lire en ligne)
- (en) Ross Douthat et Marc Andreessen, « How Democrats Drove Silicon Valley Into Trump’s Arms », The New York Times,‎ 2025 (lire en ligne)